# Internazionali di Tennis di San Marino 1993
Gli Internazionali di Tennis di San Marino 1993 sono stati un torneo di tennis giocato sulla terra rossa. È stata la 6ª edizione degli Internazionali di Tennis di San Marino, che fanno parte della categoria World Series nell'ambito dell'ATP Tour 1993 e della categoria Tier IV nell'ambito del WTA Tour 1993. Si sono giocati a San Marino nella Repubblica di San Marino, dal 9 al 15 agosto 1993.

## Campioni

### Singolare maschile
Thomas Muster ha battuto in finale  Renzo Furlan con il punteggio di 7–5, 7–5.

### Doppio maschile
Daniel Orsanic /  Olli Rahnasto hanno battuto in finale  Juan Garat /  Roberto Saad con il punteggio di 6–4, 1–6, 6–3.

### Singolare femminile
Marzia Grossi ha battuto in finale  Barbara Rittner con il punteggio di 3–6, 7–5, 6–1.

### Doppio femminile
Sandra Cecchini /  Patricia Tarabini hanno battuto in finale  Florencia Labat /  Barbara Rittner con il punteggio di 6–3, 6–2.